# Smyrna (wieś w stanie Nowy Jork)
Smyrna – wieś w Stanach Zjednoczonych, w stanie Nowy Jork, w hrabstwie Chenango.